# Calle Engström
Carl-Magnus Engström född 3 april 1959, är en svensk bluesmusiker, sångare, gitarrist och munspelare.
Han grundade Mönsterås Blues Band MBB 1974, Mönsterås Bluesfestival 1994 samt East Side Soul 1999.
Calle Engström har turnerat med artister som: Houston Stackhouse, Lazy Lester, Johnny "Big Moose" Walker, Eddie Boyd, Phil Guy, Mojo Buford, Earl Thomas, Knut Reiersrud, Rolf Wikström, Eb Davis, Sven Zetterberg, Finis Tasby, Knock Out Greg, Al Garner, Bobby Parker, Memphis Gold, Big Dave, Mr Bo, Diz Watson, Harmonica Henry m.fl.
Calle Engström framför blues med engelska och svenska texter.